# Parapiteki
Parapiteki (Parapithecus) – rodzaj wymarłych naczelnych, żyjący w oligocenie. Pozycja systematyczna parapiteków nie jest jednoznaczna. Niektórzy sądzą, że należy on do odrębnej grupy, inni uważają go za jedną z wczesnych form człekokształtnych. Wzór zębowy Parapithecus przedstawia się następująco: 2-1-3-3. Wskazuje to na pokrewieństwo z małpiatkami. Jednocześnie zbliża do rodzaju Amphipithecus.